# Eclissi solare del 29 marzo 2006
L'eclissi solare del 29 marzo 2006 è un evento astronomico che ha avuto luogo il suddetto giorno attorno alle ore 10:22 UTC.